# Дімітар Міланов
Дімітар Міланов Стоянов (болг. Димитър Миланов Стоянов, нар. 18 жовтня 1929, Софія — пом. 1995, Софія) — болгарський футболіст, що грав на позиції півзахисника. По завершенні ігрової кар'єри — тренер. Відомий за виступами в складі клубу ЦСКА (Софія), у складі якого став десятиразовим чемпіоном Болгарії та триразовим володарем Кубка Болгарії. У складі збірної Болгарії став бронзовим призером Олімпійських іграх 1956 року та одним із кращих бомбардирів олімпійського футбольного турніру.

## Футбольна кар'єра
Дімітар Міланов народився в Софії, та розпочав виступи на футбольних полях у 1946 році в місцевому клубі «Ботев», а за рік перейшов до софійського клубу «Септемврі». У 1948 році Міланов став гравцем софійського ЦСКА, у складі якого 10 разів ставав чемпіоном Болгарії та тричі володарем Кубка Болгарії. Тричі Дімітар Міланов ставав кращим бомбардиром чемпіонату Болгарії. У 1960 році закінчив виступи на футбольних полях. У 1965—1966 роках Дімітар Міланов був головним тренером клубу «Марек» (Дупниця), а в 1971—1972 роках очолював тренерський штаб клубу «Хебир» з Пазарджика. Помер Дімітар Міланов у 1995 році в Софії.

## Виступи за збірні
З 1948 року Дімітар Міланов грав у складі збірної Болгарії. У 1952 році Міланов у складі збірної брав участь в Олімпійських іграх 1952 року в Гельсінкі, на яких болгарська збірна вибула після першого матчу зі збірною СРСР. У 1956 році Міланов грав у складі збірної на Олімпійських іграх 1956 року в Мельбурні, на яких болгарська збірна здобула бронзові медалі, а Дімітар Міланов з 4 забитими м'ячами став одним із кращих бомбардирів турніру. У складі збірної грав до 1960 року, зіграв у її складі 39 матчів. у яких відзначився 19 забитими м'ячами.

## Досягнення
- Бронзовий олімпійський призер: 1956
- Чемпіон Болгарії (10):

ЦСКА (Софія): 1948, 1951, 1952, 1954, 1955, 1956, 1957, 1958, 1958–1959, 1959–1960
- Володар Кубка Болгарії (3):

ЦСКА (Софія): 1951, 1954, 1955
- Найкращий бомбардир футбольного турніру олімпійських ігор: 1956 (4 голи, разом із Невілом Д'Соузою та Тодором Веселиновичем)
- Найкращий бомбардир чемпіонату Болгарії: 1948–1949 (11 голів), 1951 (13 голів), 1957 (14 голів)